# Jennifer L. Armentrout
Jennifer Lynn Armentrout (ur. 11 czerwca 1980), znana także jako J. Lynn – amerykańska pisarka romansów new adult oraz powieści fantasy. Jej książki znalazły się na liście bestsellerów dziennika „The New York Times”. Znana jest z podpisywania umów z małymi, niezależnymi wydawnictwami. Aktualnie wydają ją Spencer Hill Press, Entangled Publishing, Harlequin Teen, Disney/Hyperion i HarperCollins.

## Twórczość

### Książki napisane jako Jennifer L. Armentrout

#### Powiązane z cyklemCovenant

##### CyklCovenant
- Daimon (opowiadanie) (2011)
- Dwa światy (ang.Half-Blood, 2011)
- Czyste serce (ang. Pure, 2012)
- Boski gniew (ang. Deity, 2012)
- Elixir (opowiadanie) (2012)
- Moc apoliona (ang. Apollyon, 2013)
- Sentinel (2013)

##### CyklTitan
- The Return (2015)
- The Power (2016)
- The Struggle (2017)
- The Prophecy (2018)

#### Powiązane z cyklemLux

##### CyklLux
- Shadows (opowiadanie) (2012)
- Obsidian (2011)
- Onyx (2012)
- Opal (2012)
- Origin (2013)
- Obsession (2013)
- Opposition (2014)
- Oblivion (2015)

##### CyklOrigin
- The Darkest Star. Magiczny pył (ang. The Darkest Star, 2018)
- The Burning Shadow (2019)
- The Brightest Night (2020)

#### Powiązane z cyklemDark Elements

##### CyklThe Dark Elements
- Bitter Sweet Love (opowiadanie) (2013)
- Ognisty pocałunek (ang. White Hot Kiss, 2014)
- Arktyczny dotyk (ang. Stone Cold Touch, 2014)
- Ostatnie tchnienie (ang. Every Last Breath, 2015)

##### CyklThe Harbinger
- Sztorm i furia (ang. Storm and Fury, 2019)
- Rage and Ruin (2020)
- Grace and Glory (2021)

#### CyklWicked
- Wicked (2014)
- Torn (2016)
- Brave (2017)
- The Prince (opowiadanie) (2018)
- The King (opowiadanie) (2019)
- The Queen (opowiadanie) (2020)

#### Związane z cyklemBlood and Ash

##### CyklBlood and Ash
- Krew i popiół (ang. From Blood And Ash, 2020)
- Królestwo ciała i ognia (ang. A Kingdom of Flesh and Fire, 2020)
- Korona ze złoconych kości (ang. The Crown of Gilded Bones, 2021)
- Wojna Dwóch królowych (ang. The War of Two Queens 2023)
- Dusza krwi i popiołu (ang. Soul of Ash And Blood 2023)

##### CyklFlesh and Fire
- Cień w Żarze (2023)
- Światło w płomieniu, 2024 (ang. A Light in the Flame)
- A Fire in the Flesh (-)

#### Cyklde Vincent
- Lucyfer (ang. Moonlight Sins, 2018)
- Gabriel (ang. Moonlight Seduction, 2018)
- Devlin (ang. Moonlight Scandals, 2019)

#### Samodzielne powieści
- Cursed (2012)
- Unchained (2013)
- Don’t Look Back (2014)
- The Dead List (2015)
- Co przyniesie wieczność (ang. The Problem with Forever, 2016)
- Aż do śmierci (ang. Till Death, 2017)
- If There’s No Tomorrow (2017)

Antologie
- Meet Cute
- Life Inside My Mind
- Fifty First Times

### Książki napisane jako J. Lynn

#### Cykl Gamble Brothers
- Tempting the Best Man (2012)
- Tempting the Player (2012)
- Tempting the Bodyguard (2014)

#### Cykl Wait for You
- Wait for You (2013)

- Trust in Me (2013)
- Be With Me (2014)
- Believe in Me (opowiadanie z Fifty First Times Anthology) (2014)
- The Proposal (opowiadanie) (2014)
- Stay With Me (2014)
- Fall With Me (2015)
- Dream of You (opowiadanie) (2015)
- Forever With You (2015)
- Fire in You (2016)

#### CyklFrigid
- Frigid (2013)
- Scorched (2015)